# Frine

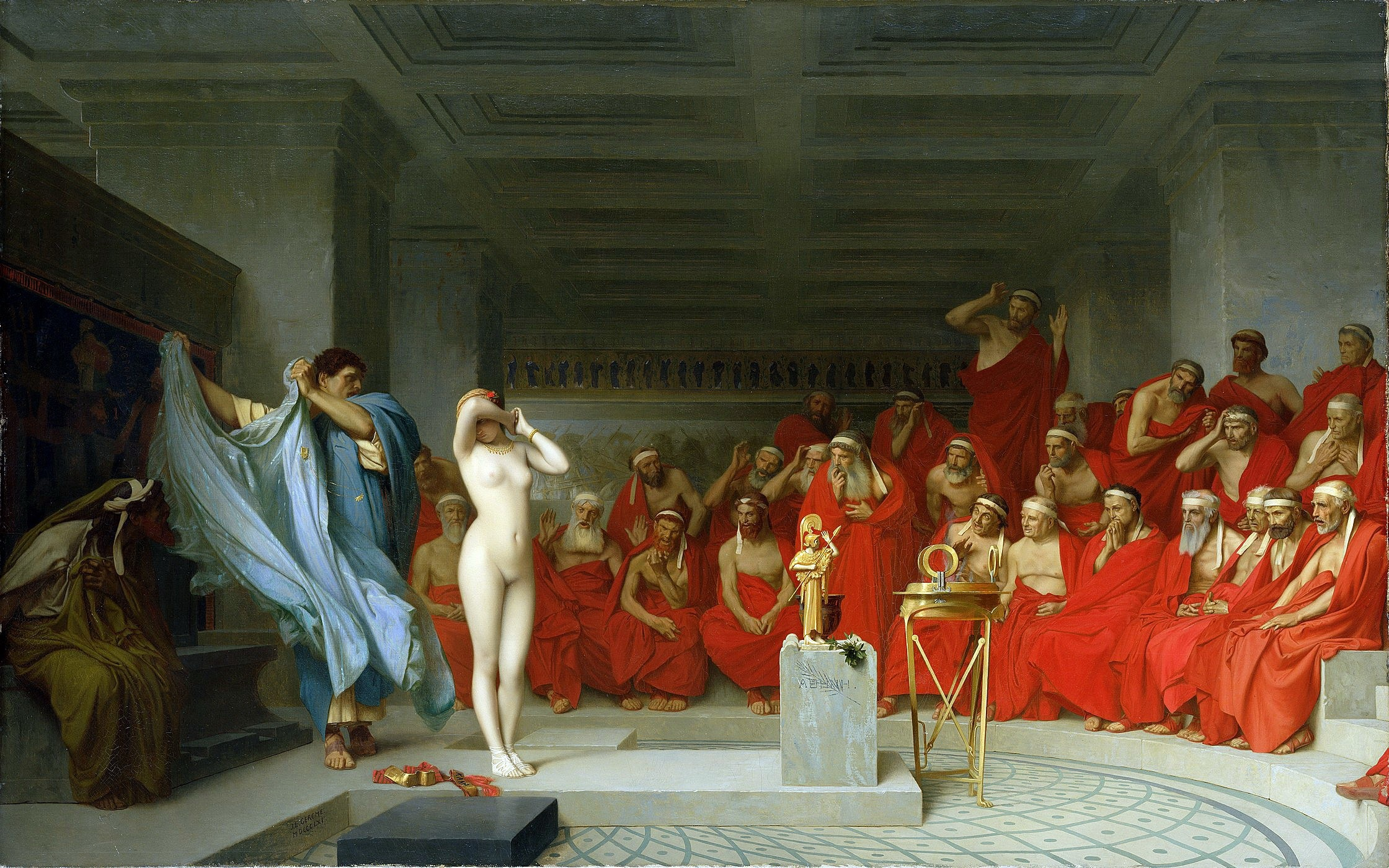
Frine davant l'Areòpag (1861), obra de Jean-Léon Gérôme, Hamburg Kunsthalle.

Frine (en llatí Phryne, en grec Φρύνη) va ser una famosa hetera grega, filla d'Epicles i natural de Tèspies a Beòcia.
D'origen humil, inicialment es guanyava la vida recol·lectant tàperes, però com que era extraordinàriament bella, es va dedicar a hetera, i va amassar una gran fortuna. Es diu que va oferir reconstruir les muralles de Tebes del seu patrimoni, després de ser destruïdes per Alexandre el Gran, però amb la condició de posar-hi la inscripció "Alexandre va destruir aquestes muralles, però l'hetera Frine les va reconstruir".
Entre els seus amants o admiradors, hi va haver molts homes importants de l'època de Filip II de Macedònia i d'Alexandre el Gran. L'orador Hipèrides era un dels seus amants, i la va defensar davant dels tribunals quan va ser acusada per algun acte greu, suposadament, impietat. Quan les argumentacions del defensor no van aconseguir convèncer els jutges, ella es va destapar un pit i va aconseguir l'absolució. I l'escultor Praxíteles, de qui també en va ser amant, es va inspirar en ella per la famosa Afrodita de Cnidos i va mostrar el seu amor per Frine en un epigrama col·locat a la base d'una estàtua de Cupido. La pintura més alabada d'Apel·les de Colofó, la Venus Anadyomene, es creu que estava inspirada en Frine.
Va despertar tanta admiració que els seus conciutadans li van dedicar una estàtua d'or recolzada en un basament de marbre pentèlic a Delfos.
Apol·lodor diu que hi va haver dues Frine que van ser famoses: l'una portava el renom Clausilega i l'altra Sapèrdia, i l'una era de Tèspies i l'altra de Sestos, però no aclareix res més, i cap altre autor hi fa referència.